# Stylidium wilroyense
Stylidium wilroyense är en tvåhjärtbladig växtart som beskrevs av A. Lowrie, D. J. Coates och K.F. Kenneally. Stylidium wilroyense ingår i släktet Stylidium och familjen Stylidiaceae. Inga underarter finns listade i Catalogue of Life.